# Flossenbürg
Flossenbürg est une commune d'Allemagne située dans le Haut-Palatinat en Bavière, près de la frontière tchèque (arrondissement de Neustadt an der Waldnaab).

## Histoire
Citée pour la première fois en 948, c'est un lieu de vacances dans la partie de forêt allemande (Oberpfälzer Wald) qui jouxte la forêt de Bohême tchèque près de la ville de Lesná. C'était autrefois une forteresse appartenant à la famille des Hohenstaufen. Flossenbürg fit ensuite partie du duché de Neuburg-Sulzbach, puis rattaché en 1777 à la juridiction de Floß de la principauté de Bavière. La commune actuelle fut instaurée en 1818.

## Sites remarquables

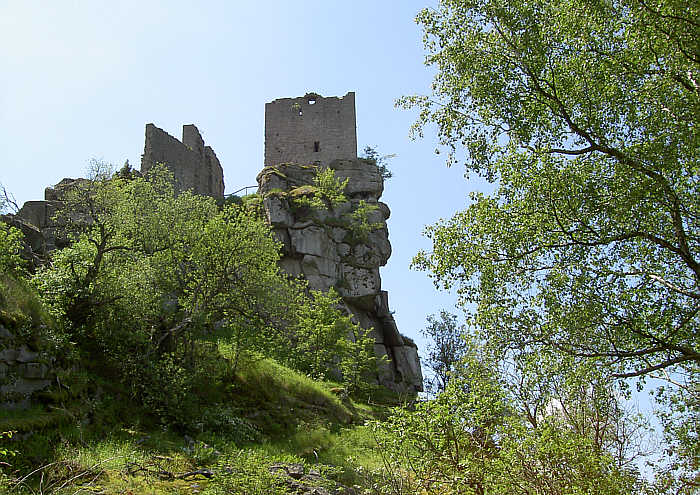
Ruine de la forteresse de Flossenbürg

### Architecture
Ruine de la forteresse.

### Carrières
Flossenbürg est connue pour ses gisements de granit. De nombreuses carrières peuvent être visitées (voir aussi Kirchenlamitz. C'est ici que de nombreux prisonniers des camps taillèrent les pierres qui servirent à ériger les bâtiments monumentaux du "Centre de congrès du parti" (Reichsparteitag) de Nuremberg.

## Le camp de concentration
Dès avril 1938, un Kommando venu du camp de Dachau commence l’édification d'un camp de concentration. Le camp est situé à 800 m d’altitude au cœur d’une forêt, dans l’Oberpfalz (le Haut-Palatinat bavarois), loin de toute grande ville. Le premier occupant fut un Allemand immatriculé 1 le 3 mai 1938.
De sa construction à sa destruction en avril 1945, près de 96 000 prisonniers y transitèrent. Parmi eux, 30 000 y trouvèrent la mort. Le 23 avril 1945, la 90e Division d'infanterie de la 3e Armée américaine le prit sans résistance.